# Cerkiew Eliasza Proroka w Małkowicach
Cerkiew Eliasza Proroka w Małkowicach - murowana parafialna cerkiew greckokatolicka, znajdująca się w Małkowicach.
Zbudowana w 1939, w miejscu starszej, drewnianej cerkwi z 1757, zniszczonej w czasie I wojny światowej. Parafia należała do dekanatu przemyskiego, do parafii należała również filialna cerkiew w Duńkowiczkach.
Po wojnie cerkiew została przejęta przez kościół rzymskokatolicki.

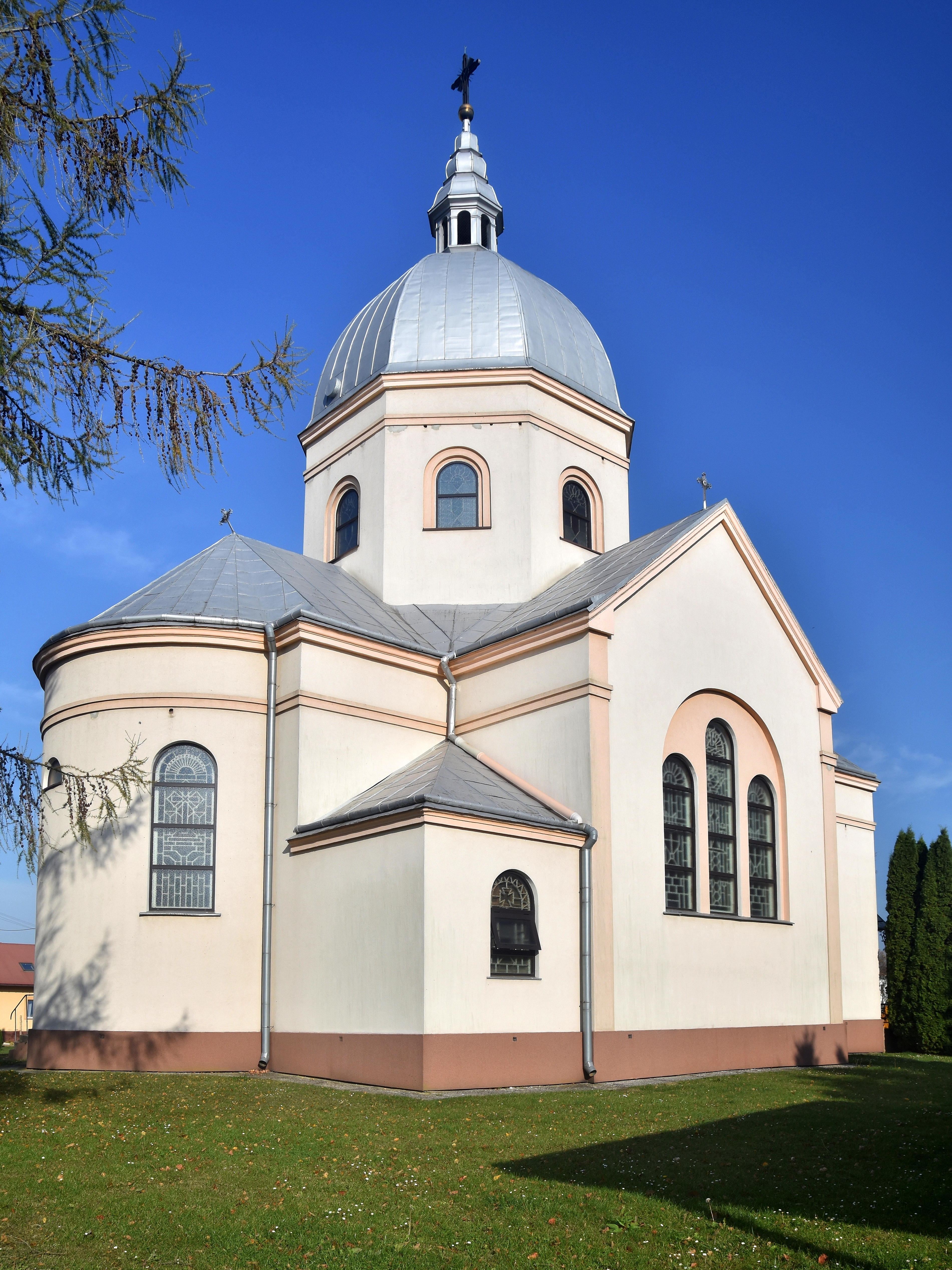
Widok od strony praebiterium
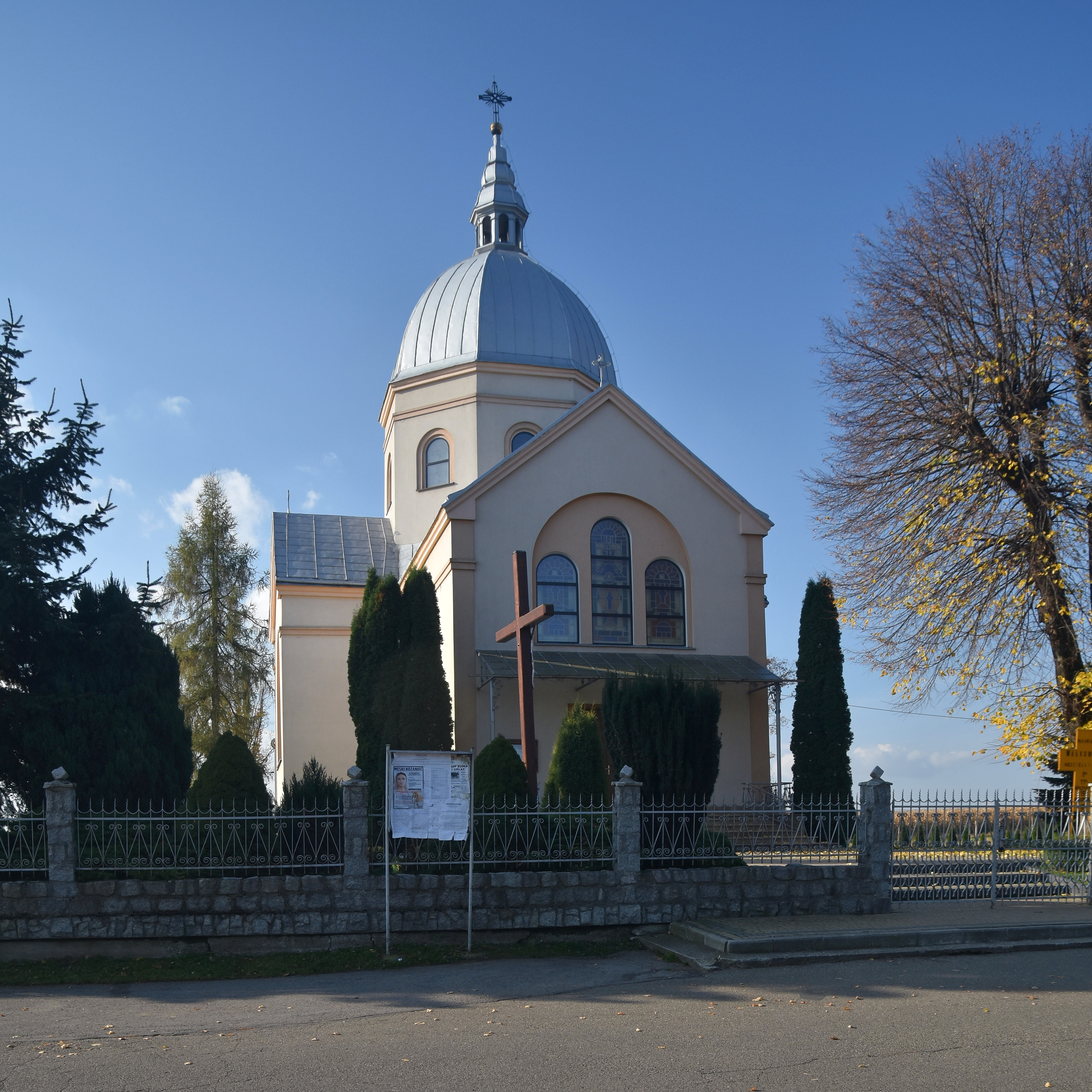
Elewacja boczna
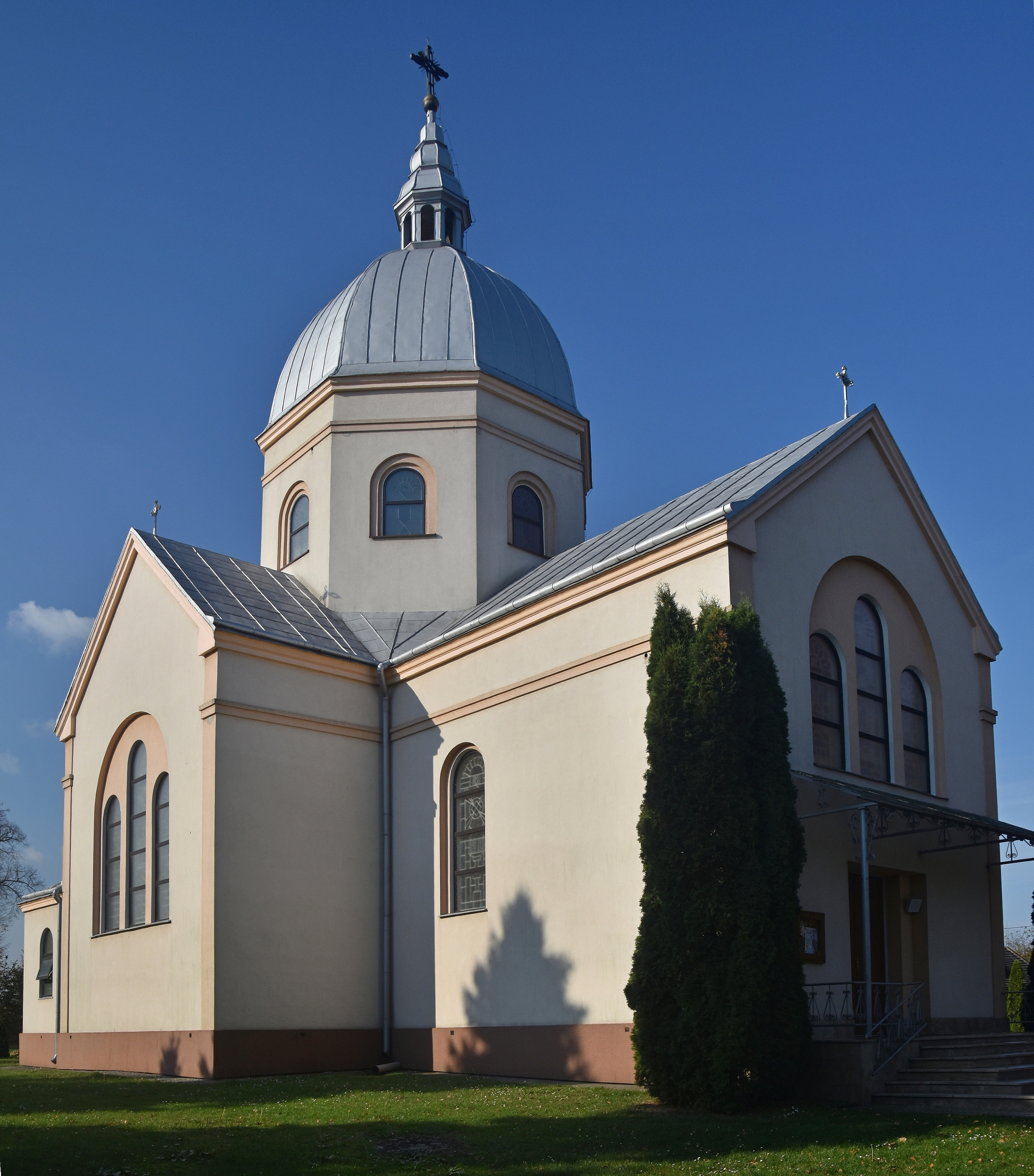
Elewacja frontowa